# Tris(1-chloor-2-propyl)fosfaat
Tris(1-chloor-2-propyl)fosfaat of TCPP is een chloorhoudende alkyl-fosfaatester. Bij kamertemperatuur is het een niet-vluchtige, heldere, kleurloze vloeistof. Ze wordt in grote hoeveelheden gebruikt als vlamvertrager, vooral in polyurethaanschuim.

## Synthese
TCPP wordt geproduceerd door de reactie van fosforylchloride met propeenoxide in aanwezigheid van een katalysator, gevolgd door zuivering.

## Toepassingen
TCPP is een vlamvertrager, die vooral wordt toegevoegd aan harde en zachte polyurethaanschuimen. De stof kan ook gebruikt worden in thermohardende epoxyharsen en andere kunststoffen.
In het jaar 2000 bedroeg het productievolume in de Europese Unie ongeveer 36.000 ton. Er werd ook nog een hoeveelheid ingevoerd, zodat het totale verbruik in de EU meer dan 40.000 ton was. Het verbruik steeg vooral tussen 1998 en 2003, toen het meer en meer gebruikt werd als vervanger van pentabroomdifenylether, dat niet meer mag gebruikt worden in de Europese Unie.
Er zijn meerdere producenten van TCPP, met als merknamen:
- Fyrol PCF (Supresta, vroeger Akzo Nobel);
- Amgard TMCP (Clariant, vroeger Hoechst dat als merknaam Hostaflam OP 820 gebruikte);
- Antiblaze TMCP (Albemarle);
- Levagard PP (Lanxess; vroeger Bayer dat de merknaam Disflamoll TCA gebruikte).

## Toxicologie en veiligheid
TCPP heeft een lage acute toxiciteit en is licht irriterend voor de ogen en de huid. De stof blijkt niet neurotoxisch, kankerverwekkend of teratogeen.
TCPP is schadelijk voor waterorganismen, maar is niet ingedeeld als milieugevaarlijk in de Europese Unie.

## Andere gechloreerde alkylfosfaatesters
Enkele andere gechloreerde alkylfosfaten die industrieel gebruikt worden als vlamvertragers zijn:
| afkorting | naam                                                            | CAS-nummer |
| --------- | --------------------------------------------------------------- | ---------- |
| TCEP      | tris(2-chloorethyl)fosfaat                                      | 115-96-8   |
| TDCP      | tris(2-chloor-1-(chloormethyl)ethyl)fosfaat                     | 13674-87-8 |
| V6        | 2,2-bis(chloormethyl)trimethyleenbis(bis(2-chloorethyl)fosfaat) | 38051-10-4 |

TCEP is een vermoedelijk kankerverwekkende stof en wordt niet meer geproduceerd in de EU; TCPP is de voornaamste vervanger. TDCP is duurder maar efficiënter dan TCPP. Er zijn beperkte aanwijzingen dat ook TDCP kankerverwekkend zou zijn.